# سیلوراسترایپ
سیلور استرایپ (به انگلیسی: SilverStripe) یک سیستم مدیریت محتوا منبع باز و رایگان و یک چارچوب برای ساخت و نگهداری وب سایت و برنامه های تحت وب است.